# سولیانوفکا (شهرستان نریمانوفسکی، استان آستراخان)
سولیانوفکا (به لاتین: Solyanka) یک منطقهٔ مسکونی در روسیه است که در استان آستراخان واقع شده‌است.